# Franz Mandl (Fußballspieler)
Franz Mandl (* 4. August 1916 in Wien; † 4. Februar 1988) war ein österreichischer Fußballspieler und Gewinner der Silbermedaille mit der österreichischen Amateur-Nationalmannschaft bei den Olympischen Spielen 1936.

## Leben
Mandl gehörte als einer von nur vier Wienern dem Kader des österreichischen Olympiateams von 1936 an, das sich vorwiegend aus Spielern der Bundesländervereine zusammensetzte. Obwohl er mit der Vienna von einem Profiverein kam, war Mandl, der aus einer alten Heurigendynastie in Döbling stammte, zeit seiner Laufbahn ein echter Amateur und spielte Fußball rein als Hobby. Von Trainer Jimmy Hogan und Ludwig Hussak wurde er, obwohl er noch nie zuvor ein Auswahlspiel absolviert hatte, in den Kader für die Olympischen Spiele in Berlin genommen. Als Ersatzspieler kam er erst im Semifinalspiel gegen Polen zum Einsatz, in dem er allerdings ein Tor zum 3:1-Sieg der Österreicher beisteuern konnte.
Trotz dieses Erfolges widmete er sich nach den Spielen erneut vorwiegend seiner Tätigkeit als Heurigenwirt, blieb aber nebenbei weiterhin seiner Vienna treu. In der Saison 1937/38 brachte er es schließlich als Ersatzspieler für Willibald Schmaus auch auf einige Einsätze in der Kampfmannschaft und belegte mit den Döblingern in der Meisterschaft den fünften Rang. Seinen größten Erfolg auf Vereinsebene feierte der Verteidiger mit dem Meisterschaftsgewinn im Spieljahr 1943/44, bei dem er – noch immer als reiner Amateur – auf einige wenige Einsätze in der Kampfmannschaft kam. 
Nach seiner aktiven Laufbahn als Fußballspieler kümmerte sich Franz Mandl noch einige Zeit als Sektionsleiter um die sportlichen Belange der Vienna. Wie er diese Funktion erlangte, erzählte er später folgendermaßen: „Während einer Vorstandssitzung Viennas ging ich einen Sprung auf die Toilette. Als ich zurückkam, hatte man mich in Abwesenheit zum Sektionsleiter gemacht“.

## Stationen
- First Vienna FC 1894

## Erfolge
- 1 × Österreichischer Meister: 1944
- 1 × Teilnahme an den Olympischen Spielen: 1936 (Silbermedaille)
- 1 Länderspiel in der Österreichischen Amateur-Nationalmannschaft 1936